# Ditrema temminckii
Espèce
Ditrema temminckii est une espèce de poissons téléostéens (Teleostei).